# Washington Caps 1969-1970
La stagione 1969-70 dei Washington Caps fu la 3ª nella ABA per la franchigia.
I Washington Caps arrivarono terzi nella Western Division con un record di 44-40. Nei play-off persero la semifinale di division con i Denver Rockets (4-3).

## Roster
| N°    | Naz.                   | Ruolo | Sportivo       | Anno | Alt. | Peso |
| ----- | ---------------------- | ----- | -------------- | ---- | ---- | ---- |
|       | Stati Uniti (bandiera) | C     | Ronald Taylor  | 1947 | 216  | 120  |
| 11    | Stati Uniti (bandiera) | G     | Larry Brown    | 1940 | 175  | 73   |
| 12    | Stati Uniti (bandiera) | G     | Henry Logan    | 1946 | 183  | 82   |
| 14-54 | Stati Uniti (bandiera) | G     | Fatty Taylor   | 1946 | 183  | 79   |
| 15    | Stati Uniti (bandiera) | GA    | Warren Jabali  | 1946 | 188  | 91   |
| 20    | Stati Uniti (bandiera) | G     | Mike Barrett   | 1943 | 188  | 70   |
| 21    | Stati Uniti (bandiera) | G     | Hal Jeter      | 1945 | 191  | 86   |
| 24    | Stati Uniti (bandiera) | A     | Rick Barry     | 1944 | 201  | 93   |
| 30    | Stati Uniti (bandiera) | A     | Gary Bradds    | 1942 | 203  | 95   |
| 31    | Stati Uniti (bandiera) | A     | George Tinsley | 1946 | 196  | 93   |
| 33    | Stati Uniti (bandiera) | C     | Ira Harge      | 1941 | 206  | 102  |
| 34    | Stati Uniti (bandiera) | A     | Frank Card     | 1944 | 201  | 88   |
| 40    | Stati Uniti (bandiera) | GA    | George Carter  | 1944 | 193  | 95   |
| 42    | Stati Uniti (bandiera) | C     | Jim Eakins     | 1946 | 211  | 98   |

## Staff tecnico
- Allenatore: Al Bianchi